# Оливеров миней
Оливеровият миней, известен и като Станиславов миней, e среднобългарски пергаментен ръкопис. Представлява миней.
Преписан е през 1342 година от книжовника Станислав в Лесновския манастир по повеля на „великия войвода“ Йоан Оливер.
Дело на същия Станислав са още 2 ръкописа: Станиславовият пролог (1330) и вероятно (ако се съди по почерка) Лесновският паренесис.
Оливеровият миней се е пазил в Народната библиотека на Сърбия в Белград, но изчезва на гарата в Ниш по време на Първата световна война (1915) и оттогава е в неизвестност.